# 幼龙王朝
幼龙王朝（IAST：Śiśunāga，或译为龙种王朝、童龍王朝，音译为悉输那伽王朝；得名于其创建者悉输那伽）是古印度摩揭陀国的一個王朝。关于这个王朝的真正历史，至今模糊不清，其起止年代和所包含的君主，也有几种互相矛盾的说法。

## 简介
幼龙王朝的创建者悉输那伽（意译为幼龙或龙种）本是前王朝的大臣。在前王朝被推翻后，他被贵族选举为新的统治者，建立了自己的王朝。但关于这个前王朝是什么，有几种不同的说法。
一种说法认为被推翻的是诃黎王朝（诃黎族人的王朝），即著名的频毗娑罗（瓶沙王）所属的王朝。这种说法见于一些佛教文献，如巴利文的《大史》及《大史义疏》。按这种说法，则幼龙王朝存在不到一百年（约前410年~前360年；按大史本身，只传三代、68年）就被难陀王朝推翻，是介于诃黎王朝和难陀王朝之间的一个短暂王朝。
另一种说法则认为悉输那伽接替的王朝不是诃黎王朝，而且频毗娑罗本身就是幼龙王朝的成员。这种说法见于往世书。按这种说法，则幼龙王朝的开始时间要早得多，是一个从前7世纪就已存在的漫长王朝，最后在前5世纪被难陀王朝推翻。无论哪种说法都认为幼龙王朝是难陀王朝之前的那个王朝。现代研究者一般认为前一种说法更准确。
按照第一种说法，诃黎王朝的最后一个君主都沙迦是一个无道的昏君，大约在前410年被叛乱的市民和贵族推翻。人们选举都沙迦的大臣悉输那伽为新的国王。悉输那伽不是摩揭陀人；据说他的祖先来自摩揭陀的敌国弗栗恃，该国在前5世纪被诃黎王朝的摩揭陀君主阿阇世征服。弗栗恃的政体实质上是一个多部落联盟，悉输那伽即为联盟中离车族人的后代，所以他的王朝（即幼龙王朝）也被称为“离车王朝”。新国王马上展开扩张活动，征服了西印度的大国阿底。阿槃底与摩揭陀和弗栗恃同为当时印度最强大的所谓“十六雄国”之一；在吞并了这些强大的邻居之后，幼龙王朝治下的摩揭陀可能已是印度最强大的政权。
悉输那伽的继承者是他的儿子黑阿育王（不要把他和孔雀王朝的阿育王弄混）。黑阿育王是佛教历史上颇为重要的人物，因为就是在他统治时期，印度各地的佛教僧团为“十事非法”之争在原弗栗恃国的首都吠舍离举行了佛教历史上的第二次结集（所谓七百结集或七百比丘大会）。黑阿育王可能对结集进行了干预，上座部的文献说他本来支持在辩论中失败的吠舍离比丘一方，而《大史》又说他在妹妹的劝告下转而支持了“正统”的一方。无论如何，佛教在这次结集后发生了严重的分裂。
黑阿育王死后幼龙王朝就崩溃了。有些文献说他死于非命。显然发生了新的叛乱，他的年幼的继承者们（据说是十个儿子）无力保住政权，王位被出身低贱的将领大红莲难陀篡夺，后者建立了难陀王朝（亚历山大大帝入侵印度前摩揭陀的最后一个王朝）。
幼龙王朝的都城是在华氏城。摩揭陀本来都于王舍城，但是在优陀夷统治时代迁都至华氏城。

## 历代君主

### 第一种版本
- 悉输那伽（幼龙王，龙种王）约前413年－前395年
- 黑阿育王 约前395年－约前367年
- 黑阿育王的几个儿子（传统说法是十个儿子）

### 第二种版本
- 悉输那伽 约前684年－？
- 黑阿育王
- 差摩达摩
- 刹多罗乌阇
- 频毗娑罗（瓶沙王，影胜王）约前545年－约前491年
- 阿阇世（未生怨王）约前491年－约前461年
- 都沙迦
- 优陀夷
- 难提跋达那（按照佛教文献，这是黑阿育王的一个别名）
- 摩诃难丁（大难丁王，按照佛教文献，这是黑阿育王的一个别名）约前367年－约前345年

## 资料来源
- 《印度佛教史》，渥德尔著，商务印书馆，ISBN 7-100-02682-2